# Почекин, Иван Юрьевич
Иван Юрьевич Почекин (род. 16 апреля 1987 года, Москва) ― российский скрипач. Победитель Третьего Московского международного конкурса скрипачей имени Паганини и обладатель второй премии международного конкурса им. Вацлава Хумла в Загребе (обе 2005). Солист Московской филармонии (с 2007 года).

## Биография
Родился в Москве в семье музыкантов.
Учился в Центральной музыкальной школе у Галины Турчаниновой, затем в Академическом музыкальном училище при Московской консерватории у Майи Глезаровой, в Кёльнской Высшей школе музыки у Виктора Третьякова, в музыкальной академии Базеля у Райнера Шмидта. Участвовал также в мастер-классах Нелли Школьниковой, Захара Брона. В 2002 г. дебютировал в Большом зале Московской консерватории, исполнив Второй скрипичный концерт Сергея Прокофьева.
Творческие контакты связывают Ивана Почекина с выдающимися дирижерами, среди которых В. Гергиев, В. Петренко, В. Спиваков, М. Плетнев, В. Юровский, А. Сладковский, Ю. Симонов, В. Федосеев, Г. Ринкявичюс, М. Горенштейн, Ф. Хайдер, М. Тарбук, С. Скрипка, Д. Лисс, И. Солженицын, Я. Латам-Кениг, Ф. Мастранжело, Ч. Оливьери-Монро. 
Музыкант принимает участие в различных фестивалях, в числе которых «Кремль музыкальный», Московский Пасхальный фестиваль, «Безумный день» в Нанте, «Pianoscope» в Бовэ. В 2008 и 2013 годах выступал в программах фестивалей Crescendo в Калининграде и Пскове и «Звёзды на Байкале» в Иркутске.
На протяжении многих лет Иван Почекин сотрудничает с Государственным академическим симфоническим оркестром России имени Е. Ф. Светланова, оркестром Мариинского театра, Академическим симфоническим оркестром Московской филармонии, Национальным филармоническим оркестром России, Большим симфоническим оркестром имени П. И. Чайковского, Российским Национальным оркестром, Государственным симфоническим оркестром Республики Татарстан, Уральским филармоническим оркестром, Государственным академическим камерным оркестром России, оркестром Загребской филармонии, симфоническим оркестром радио и телевидения Южной Кореи, Симфоническим оркестром Дубровника, Симфоническим оркестром Софийского радио, Филармоническим оркестром Овьедо, Камерным оркестром Германии, Базельским симфоническим оркестром.
Среди камерных партнеров артиста Борис Березовский, Анри Демаркетт, Александр Бузлов, Татьяна Гринденко, Райнер Шмидт, Александр Князев, Александр Гиндин, Филипп Копачевский, Юрий Фаворин.
Особое место в творческой жизни артиста занимают выступления в дуэте с братом, скрипачом Михаилом Почекиным.

## Интересные факты
- Иван Почекин дважды был удостоен чести выступать на скрипке работы Карло Бергонци ex-Paganini. На этом инструменте он исполнил Первый и Второй концерты Паганини в сопровождении Российского Национального Оркестра;
- выступает сольно и в камерных ансамблях также как альтист;
- является заядлым автомобилистом. Водит исключительно автомобили немецкой марки БМВ.

## Дискография
- 2020 • Шостакович, концерты 1 & 2.

Иван Почекин ( скрипка), Российский Национальный Оркестр, дирижер - Валентин Урюпин.
Hänssler classic
- 2017 • " Единство противоположностей"  В.А.Моцарт, М.Гайдн, Р.Глиэр, С.Прокофьев.

М.Почекин (скрипка), И. Почекин (скрипка, альт).
Мелодия
- 2011 • Паганини, [./Https://en.wikipedia.org/wiki/Violin%20Concerto%20No.%205%20(Paganini) концерт N5], Moto perpetuo, I Palpiti

Иван Почекин (скрипка), Российский Филармонический Оркестр, Дирижер - Дмитрий Яблонский
Naxos
- 2008 • "Chanson russe" Шимановский, Прокофьев, Чайковский, Стравинский, Хачатурян.

Иван Почекин (скрипка), Маргарита Кравченко (фортепиано).
PhilArtis
- 2006 • Паганини - концерт N1, Кампанелла, Каприс N24, Шоссон - "Поэма".

Иван Почекин (скрипка), Оркестр Третьего Московского международного конкурса скрипачей имени Паганини, Дирижер Сергей Скрипка